# Балаклавская долина
Балаклавская долина — долина в Крыму, в окрестностях Севастополя.
Расположена между Балаклавской бухтой, Федюхиными высотами, Сапун-горой на Каранским плато. По центру долины проходят цепь невысоких холмов — Семякиных высот.
Преобладающую площадь занимают виноградники. Долиной проходит автодорога Севастополь — Ялта.
Жилые поселения: Кадыковка (на юге, район Балаклавы), Первомайка (на севере), Золотая Балка (или 10-й км Балаклавского шоссе).
Работает винзавод «Золотая Балка».
13 октября 1854 года в долине состоялась Балаклавская битва, одна из крупнейших битв Крымской войны. В память о павших в битве установлено несколько памятников.